# Spider-Ham
Spider-Ham (Peter Porker) é um personagem fictício, uma paródia antropomórfica do popular personagem da Marvel Comics, Homem-Aranha, criado por Tom DeFalco e Mark Armstrong.
Sua primeira aparição foi na edição especial cômica Marvel Tails Starring Peter Porker, the Spectacular Spider-Ham nº1, que foi então seguida por uma série bi-mestral, Peter Porker, the Spectacular Spider-Ham que durou 17 edições e foi publicada pelo selo Star Comics da Marvel.

## Biografia do Personagem Fictício
Peter Porker nasceu uma aranha, cujo nome era simplesmente Peter. Peter morava no porão do laboratório de May Porker, uma porquinha cientista meio desastrada que havia criado "o primeiro secador de cabelo a energia atômica", com a esperança de introduzir a fissão nuclear nos salões de beleza americanos e revolucionar a indústria cosmética. Depois de molhar a cabeça e ativar o secador, May Porker acidentalmente se irradiou e, num estado de confusão mental, mordeu Peter, que então se transformou em um suíno antropomórfico, à imagem de May Porker. Fugindo desorientado, Peter logo descobriu que retinha suas habilidades aracnídeas:
"Isto é surpreendente! Sou uma aranha com as limitações de um porco? Ou um porco com a força e agilidade proporcionais às de uma aranha? Me tornei algo maior do que um porco ou uma aranha… eu me tornei Spider-Ham!"- Peter Porker, the Spectacular Spider-Ham nº15 (maio de 1987)

## Primeira aparição
Porker, em seu alter-ego teve sua primeira aventura ao lado do Capitão Americat (um gato antropomórfico), tentando evitar os planos do "The Marauder", numa série de eventos que levou à criação do Coelhinho-Hulk (Marvel Tails nº 1, "If He Should Punch Me").

## Outras mídias

### Televisão
Spider-Ham aparece na série animada Ultimate Spider-Man, sendo o proprio Peter Parker a ser transformado em Spider-Ham pelo irmão de Thor, Loki na primeira temporada.

### Cinema
Spider-Ham aparece no filme de animação Spider-Man: Into the Spider-Verse, com a voz original de John Mulaney.
Ele chega no universo de Miles Morales junto com Spider-Man Noir e Peni Parker. Esta versão segue um comportamento semelhante de um animal engraçado como os Looney Tunes, completo com martelo gigante e gags de bigorna caindo como o personagem tem uma semelhança com o Gaguinho. Sua origem permanece a mesma e ele parece estar ciente do fato de que animais falantes não são uma coisa normal em outros universos. Ele usa sua habilidade única para derrubar Escorpião ao lado de Spider-Man Noir e Peni Parker.